# 荒木村 (島根県)
荒木村（あらきむら）は、島根県簸川郡にあった村。現在の出雲市大社町北荒木、大社町中荒木、大社町修理免にあたる。

## 地理
- 河川：新内藤川[1]、堀川[2]

## 歴史
- 1889年（明治22年）4月1日、町村制の施行により、神門郡北荒木村、中荒木村、修理免村が合併して村制施行し、荒木村が発足[3][4]。
- 1896年（明治29年）4月1日、郡の統合により簸川郡に所属[4]。
- 1951年（昭和26年）4月1日、簸川郡大社町、日御碕村、鵜鷺村、遙堪村と合併して大社町が存続し廃止された[3][4]。

## 産業
- 米、繭、製糸[3]。

## 交通

### 鉄道
- 1912年（明治45年）国有鉄道大社線が開通し、大社駅を開設[5]。